# Kiszkowo, tỉnh Zachodniopomorskie
Kiszkowo [kiʂˈkɔvɔ] (tiếng Đức: Kiepersdorf)  là một ngôi làng thuộc quận hành chính của Gmina Będzino, thuộc quận Koszalin, West Pomeranian Voivodeship, ở phía tây bắc Ba Lan.
Trước năm 1945, khu vực này là một phần của Đức. Đối với lịch sử của khu vực, xem Lịch sử của Pomerania.